# Kabuszkina
Kabuszkina (biał. Кабушкіна; ros. Кабушкина) – osiedle na Białorusi, w obwodzie brzeskim, w rejonie baranowickim, w sielsowiecie Wielkie Łuki. W 2009 roku liczyło 126 mieszkańców.
Początkowo miejscowość nosiła nazwę Torbaława (ros. Torbałowo). W 1959 roku liczyła 75 mieszkańców. W 1969 roku miejscowość uzyskała status osiedla i otrzymała nazwę Kabuszkina na cześć Iwana Kabuszkina, partyzanta radzieckiego urodzonego w pobliskich Małachowcach. W 1970 w Kabuszkinie zamieszkiwały 204 osoby. W 1998 roku liczba mieszkańców wynosiła 183.
Do osiedla przyłączona została wieś Czeremosznik, która w okresie II Rzeczypospolitej była folwarkiem należącym do gminy wiejskiej Jastrzębl w powiecie baranowickim, w województwie nowogródzkim. W 1921 roku liczył on 26 mieszkańców (15 kobiet i 11 mężczyzn) i obejmował 3 budynki mieszkalne. Wszystkie osoby deklarowały narodowość polską. 22 osoby deklarowały przynależność do wyznania rzymskokatolickiego, 4 – do prawosławnego.